# 문희상
문희상(文喜相, 1945년 4월 14일~)은 대한민국의 정치인이다. 6선 국회의원으로, 제14·16·17·18·19·20대 국회의원을 지냈다. 제20대 후반기 국회의장이다. 본관은 남평(南平), 아명은 정흥(正興), 호는 산민(山民)이다.

## 학력
- 1958년: 양주국민학교 졸업
- 1961년: 경복중학교 졸업
- 1964년: 경복고등학교 졸업
- 1969년: 서울대학교 법과대학 법학 학사

## 경력
- 1976년: 학교법인 경해학원 이사장
- 1985년: 제34대 한국청년회의소(JC) 중앙회장
- 1987년: 민주연합청년동지회 중앙회장
- 1987년: 평화민주당 행정위원
- 1988년~1991년: 평화민주당 경기도 지부 의정부시 지구당위원장
- 1991년: 신민주연합당 경기도 지부 의정부시 지구당위원장
- 1991년~1995년: 민주당 경기도 지부 의정부시 지구당위원장
- 1992년 3월 26일: 대한민국 제14대 국회의원 선거 당선(경기 의정부시, 민주당, 초선)
- 1992년 5월~1996년 5월: 제14대 국회의원(경기 의정부시, 민주당→새정치국민회의, 초선)
- 1995년~1996년: 제14대 국회 후반기 여성특별위원회 위원장 직무대행
- 1995년~1998년: 새정치국민회의 경기도 지부 의정부시 지구당위원장
- 1995년: 새정치국민회의 상임위원
- 1995년: 숭문당 사장
- 1998년 2월: 대통령비서실 정무수석비서관
- 1998년 5월: 국가안전기획부 기획조정실장
- 1999년 1월: 국가정보원 기획조정실장
- 2000년~2003년: 새천년민주당 경기도 지부 의정부시 지구당위원장
- 2000년 4월 13일: 대한민국 제16대 국회의원 선거 당선(경기 의정부시, 새천년민주당, 재선)
- 2000년 5월 30일~2003년 3월 7일: 제16대 국회의원(경기 의정부시, 새천년민주당, 재선)
- 2003년 2월~2004년 2월: 제26대 대통령비서실장
- 2003년~2004년: 대통령비서실 정치특보
- 2003년~2008년: 국정자문회의 의장
- 2004년 4월 15일: 대한민국 제17대 국회의원 선거 당선(경기 의정부시 갑, 열린우리당, 3선)
- 2004년 5월 30일~2008년 5월 29일: 제17대 국회의원(경기 의정부시 갑, 열린우리당→대통합민주신당→통합민주당, 3선)
- 2004년 7월 한일의원연맹 한국 측 회장
- 2004년~2006년: 제17대 국회 전반기 정보위원회 위원장
- 2005년 4월~2005년 11월: 열린우리당 당의장
- 2005년 4월~2005년 11월: 열린정책연구원 이사장
- 2006년~2007년: 열린우리당 상임고문
- 2007년~2008년: 대통합민주신당 상임고문
- 2007년~2008년: 대통합민주신당 최고위원
- 2008년: 통합민주당 상임고문
- 2008년~2011년: 민주당 경기도당 의정부시 갑 지역위원회 위원장
- 2008년 4월 9일: 대한민국 제18대 국회의원 선거 당선(경기 의정부시 갑, 통합민주당, 4선)
- 2008년 5월 30일~2012년 5월 29일: 제18대 국회의원(경기 의정부시 갑, 통합민주당→민주당→민주통합당, 4선)
- 2008년 7월 16일~2010년 5월 29일: 제18대 국회 전반기 국회부의장
- 2011년~2013년: 민주통합당 경기도당 의정부시 갑 지역위원회 위원장
- 2012년 4월 11일: 대한민국 제19대 국회의원 선거 당선(경기 의정부시 갑, 민주통합당, 5선)
- 2012년 5월 30일~2016년 5월 29일: 제19대 국회의원(경기 의정부시 갑, 민주통합당→민주당→새정치민주연합→더불어민주당, 5선)
- 2011년~2013년: 민주통합당 상임고문
- 2013년 1월~2013년 5월: 민주통합당 비상대책위원장
- 2013년~2014년: 민주당 경기도당 의정부시 갑 지역위원회 위원장
- 2013년~2014년: 민주당 상임고문
- 2013년 5월~2014년 5월: 제19대 국회 전반기 안전행정위원회 위원
- 2014년 6월~2014년 10월: 제19대 국회 후반기 외교통일위원회 위원
- 2014년 6월~2016년 5월: 제19대 국회 후반기 정보위원회 위원
- 2014년~2015년: 새정치민주연합 상임고문
- 2014년~2015년: 새정치민주연합 경기도당 의정부시 갑 지역위원회 위원장
- 2014년 9월~2015년 2월: 새정치민주연합 비상대책위원장
- 2014년 9월~2015년 2월: 민주정책연구원 이사장
- 2014년 10월~2016년 5월: 제19대 국회 후반기 안전행정위원회 위원
- 2015년~2018년: 더불어민주당 상임고문
- 2015년~2018년: 더불어민주당 경기도당 의정부시 갑 지역위원회 위원장
- 2016년 4월 13일: 대한민국 제20대 국회의원 선거 당선(경기 의정부시 갑, 더불어민주당, 6선)
- 2016년 5월 30일 ~2020년 5월 29일 : 제20대 국회의원(경기 의정부시 갑, 더불어민주당→무소속, 6선)
- 2016년 6월~2018년 5월: 제20대 국회 전반기 외교통일위원회 위원
- 2017년: 대통령비서실 일본 특사
- 2018년 7월 ~2020년 5월 : 제20대 국회 후반기 국회의장
- 2020년 10월~: 한일의원연맹 명예회장
- 2020년 6월~: 더불어민주당 상임고문
- 2020년 6월~2024년 12월: 더불어민주당 중앙당 후원회장
- 2020년 9월~: 경동대학교 명예총장
- 2021년~: 김대중정치학교장
- 2022년 12월~: 경기북부특별자치도 설치 민관합동추진위원회 위원장
- 2023년~: 재단법인 김대중기념사업회 부이사장
- 재단법인 보통사람들의시대 노태우센터 고문

## 수상
- 2014 제16회 백봉신사상
- 2015 대한민국 모범국회의원대상 최고대상

## 논란

### 특수활동비 논란
20대 국회 특수활동비 등 세부집행내역을 공개하라는 1심 법원 판결에 불복하고 항소해 논란이 일었다. 법원 판결에 대한 항소 결정권은 문희상 국회의장이 가지고 있다. 또한 상임위원장단 몫을 포함한 올해 국회 특수활동비를 모두 삭감하되 국회의장단이 사용할 최소한의 경비는 남기기로 방침을 세워 꼼수 논란이 있다.

### 임이자 성추행 논란
패스트트랙 4법 국회 대치 사태 중 국회의장실을 점거한 자유한국당의원들의 몸싸움에서 논란이 되었다. '성추행' 현수막까지 미리 준비한 점을 보아 성추행 논란을 의도한게 아니냐는 추측을 낳았다.

### 처남 취업 청탁 논란
대한항공에 처남 김승수(전 농협 야구선수)의 취업을 청탁했다는 논란이 불거져 곤혹을 치렀다.

## 가족 관계
- 1남 2녀 중 아들 문석균은 더불어민주당 경기 의정부갑 지역위원회 상임부위원장을 역임했다.

- 여동생은 교수인 문인숙, 문재숙이다. 매제는 국가정보원 제2차장을 지낸 이상업이다.

- 문재숙과 이상업 사이에서 출생한 딸 이슬기, 이하늬는 문희상의 조카이다.[7]

- 부인 김양수는 야구 원로인 故 김영조[8]의 외동딸이다.

## 역대 선거 결과
|  | 27.50% |

|  | 38.66% |

|  | 33.01% |

|  | 45.76% |

|  | 52.12% |

|  | 47.49% |

|  | 47.01% |

|  | 42.84% |

## 소속 정당
| 소속 정당 | 소속 정당      | 소속 기간 | 비고           |
| --------- | -------------- | --------- | -------------- |
|           | 평화민주당     | 1987~1991 | 창당 정계 입문 |
|           | 신민주연합당   | 1991      | 합당           |
|           | 민주당         | 1991~1995 | 합당           |
|           | 무소속         | 1995      | 탈당           |
|           | 새정치국민회의 | 1995~1998 | 창당           |
|           | 무소속         | 1998~1999 | 탈당           |
|           | 새정치국민회의 | 1999~2000 | 복당           |
|           | 새천년민주당   | 2000~2003 | 합당           |
|           | 무소속         | 2003~2004 | 탈당           |
|           | 열린우리당     | 2004~2007 | 입당           |
|           | 대통합민주신당 | 2007~2008 | 합당           |
|           | 통합민주당     | 2008      | 합당           |
|           | 민주당         | 2008~2011 | 당명 변경      |
|           | 민주통합당     | 2011~2013 | 합당           |
|           | 민주당         | 2013~2014 | 당명 변경      |
|           | 새정치민주연합 | 2014~2015 | 합당           |
|           | 더불어민주당   | 2015~2018 | 당명 변경      |
|           | 무소속         | 2018~2020 | 탈당           |
|           | 더불어민주당   | 2020~현재 | 복당 정계 은퇴 |

## 같이 보기
- 대한민국의 국회의장
- 대한민국의 국회부의장
- 대한민국의 대통령비서실장
- 대한민국의 국가정보원 기획조정실장
- 대한민국의 대통령비서실 수석비서관
- 의정부시의 국회의원
- 의정부시 (선거구)
- 의정부시 갑